# کاتزانو دی ترامینیا
کاتزانو دی ترامینیا (به ایتالیایی: Cazzano di Tramigna) یک کومونه در ایتالیا است که در استان ورونا واقع شده‌است.

## خصوصیات
کاتزانو دی ترامینیا ۱۲٫۲ کیلومترمربع مساحت و ۱٬۳۴۰ نفر جمعیت دارد و ۱۰۰ متر بالاتر از سطح دریا واقع شده‌است.